# Rocade Nord de Càceres
La Rocade Nord de Càceres aussi appelé Ronda Norte entoure la ville de Cáceres d'est en ouest par le nord de l'agglomération.
D'une longueur de 6 km environ, elle relie la route nationale pénétrante nord et la pénétrante est en venant de Trujillo.
Elle dessert tout le nord de Cáceres ainsi que les petites communes aux alentours.
C'est une voie express 2x2 voies avec échangeurs en giratoires.

## Tracé
- Elle débute à l'est de Cáceres au niveau de l'Université d'Estrémadure sur un giratoire qui là connecte avec la CC-23 et l'Avenida de la Universidad
- Elle longe l'agglomération par le nord et se termine en se connectant par un giratoire à la CC-11 venant de l'A-66 Nord.

## Sorties

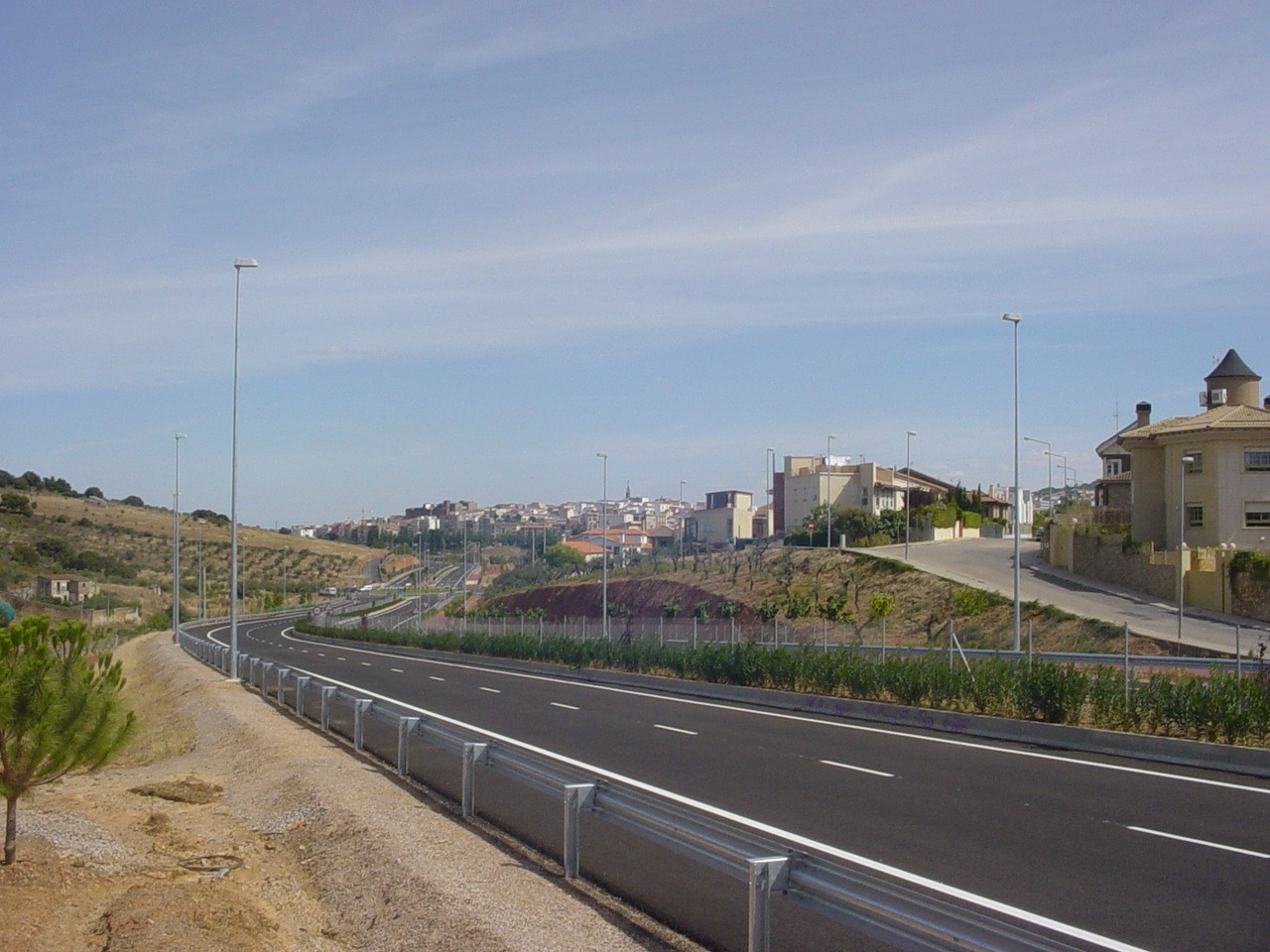
La Ronda Norte à côté de quartier résidentiel

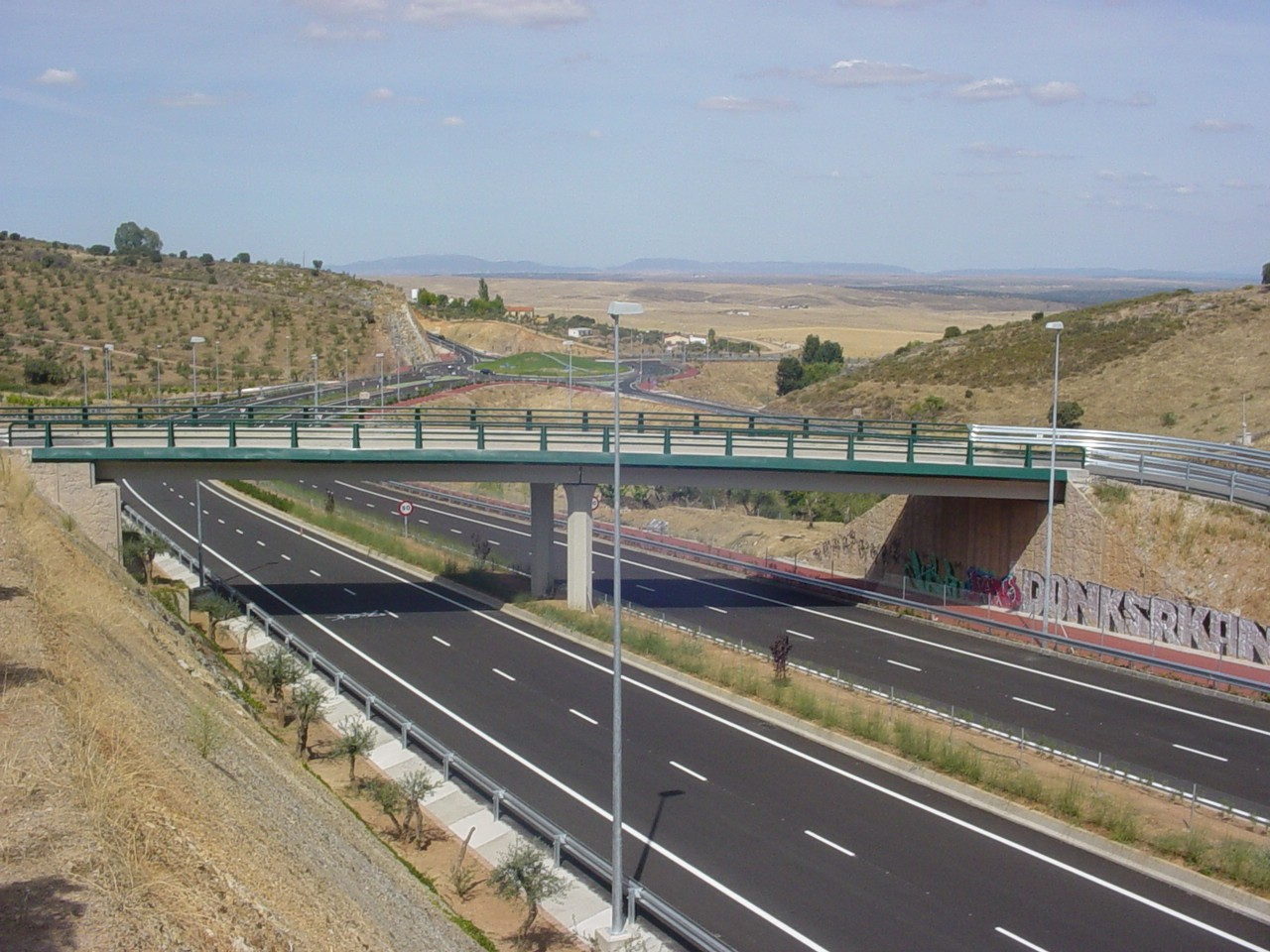
La Ronda Norte avant le giratoire qui la relia à la pénétrante nord

| Numéro de la sortie | Nom de la sortie                                                                    | Bifurcation |
| ------------------- | ----------------------------------------------------------------------------------- | ----------- |
|                     | Université d'Estrémadure - Càceres-Avenida de la Universidad Trujillo - Madrid A-58 | CC-23       |
|                     | Càceres-Avenida de Los Hereos de Baler - Torrejon el Rubio                          | EX-390      |
|                     | Càceres Nord - Càceres-Avenida de Pozo de la Nieve                                  |             |
|                     | Urbanisation                                                                        |             |
|                     | Casar de Cáceres - Càceres-Calle de Brunete                                         |             |
|                     | Urbanisation                                                                        |             |
|                     | Càceres Centre - Càceres-Avenida Ruta de la Plata Plasencia - Salamanque A-66       | CC-11       |